# Аарон, Артур
Артур Луис Аарон (англ. Arthur Louis Aaron; 5 марта 1922, Лидс — 13 августа 1943, Алжир) — британский военный лётчик, старший сержант авиации, кавалер Креста Виктории (посмертно).

## Биография
Артур Аарон родился в 1922 году в Лидсе в смешанной семье — его отец был евреем. Учился в средней школе Раундэй, а затем поступил в Лидсскую архитектурную школу, где его застало начало Второй мировой войны.
В марте 1941 года Аарон был призван в ряды вооружённых сил Великобритании, став одним из 23 курсантов Лётной эскадрильи Лидсского университета. Проходил обучение на пилота в Террелле (Техас) в 1-й британской лётной школе, по окончании которой был прикомандирован к 218-й эскадрильи Королевских ВВС, базировавшейся в Даунеме (Норфолк).
В конце июля 1943 года эскадрилья Аарона участвовала в массированных бомбардировках промышленных регионов Германии. 30 июля бомбардировщик Аарона, совершавшего свой 19-й боевой вылет в районе Ремшайда (Рурская область), получил три попадания зажигательных бомб, сброшенных с самолётов, шедших в более высоком эшелоне. Две 4-фунтовых бомбы, попавших в крыло между топливными баками, не загорелись, но 30-фунтовая бомба, пробившая фюзеляж, сработала и подожгла текущую из пробитых шлангов рабочую жидкость. Пока другие члены экипажа боролись с пожаром в наполненном дымом самолёте, Аарон вывел его на цель и сбросил бомбы. К этому моменту горящий самолёт нащупали немецкие прожекторы, и пилоту пришлось уводить его из-под зенитного огня рискованными манёврами. Это ему удалось, и самолёт дотянул до аэродрома в Даунеме на ровном киле. За этот вылет Аарон был представлен к медали «За лётные боевые заслуги».
Следующий боевой вылет, 12 августа 1943 года, стал для Аарона последним в жизни. В качестве капитана тяжёлого бомбардировщика Short Stirling он совершал бомбовый налёт на Турин, когда его самолёт был обстрелян неприятельским истребителем. Помимо попаданий в три из четырёх двигателей и две пулемётные турели, пули разбили ветровое стекло и повредили руль высоты. Штурман — канадец Корнелиус Бреннан — был убит, а сам Аарон получил несколько попаданий: пуля в лицо раздробила ему челюсть, правая рука была практически полностью оторвана, и ещё одно ранение он получил в лёгкое. Пилот повалился вперёд на штурвал, из-за чего самолёт стал стремительно терять высоту; бортинженеру удалось выровнять его лишь на высоте 1 км. Аарон, потеряв способность говорить, знаками передал управление бомбардиру, и самолёт взял курс на юг в надежде добраться до контролируемых союзниками Сицилии или Северной Африки. Сам Аарон, получив укол морфия, настоял на том, чтобы вернуться в кабину. Его усадили в пилотское кресло и помогли поднять ноги на педаль руля. Он дважды попытался взять управление на себя, но из-за физической слабости не смог этого сделать; вместо этого он, превозмогая боль, писал левой рукой инструкции товарищам по экипажу. Когда топливо в машине уже подходило к концу, самолёт достиг аэродрома Боне в Алжире, недалеко от города Аннаба. Бомбардир, следуя инструкциям пилота, пять раз заходил на посадку в темноте и наконец сумел опустить самолёт на песок со сложенным шасси; в этот последний раз Аарон был близок к обмороку от истощения, так что другим членам экипажа пришлось его поддерживать в кресле. Через девять часов после этого Артур Аарон умер в госпитале от потери крови.

## Признание заслуг
Артур Аарон был посмертно удостоен двух наград Британской империи: медали «За лётные боевые заслуги» (приказом от 19 октября 1943 года) и высшего военного отличия империи — Креста Виктории — за свои действия в ночь с 12 на 13 августа 1943 года (приказом от 5 ноября того же года); ещё два члена его экипажа были также награждены за этот вылет.
Аарон стал единственным уроженцем Лидса, награждённым Крестом Виктории за годы Второй мировой войны. Его награда хранится в городском музее Лидса. В 2000 году по итогам опроса жителей Лидса городской совет принял решение об установке памятника Аарону. Пятиметровая бронзовая статуя работы скульптора Грэма Ибберсона была установлена на одном из круговых перекрёстков города в марте 2001 года. Статуя изображает молодого пилота стоящим у ствола дерева, на которое взбираются дети; девочка на вершине выпускает голубя мира. Впоследствии в Лидсе была начата кампания за перенос памятника на более почётное место — к военному мемориалу или городскому музею.